# Jindal Kamakshi
Jindal Kamakshi ist der ehemalige Name eines Frachtschiffs, das im Juni 2015 Schlagzeilen machte, nachdem es im Indischen Ozean in Seenot geraten war.

## Geschichte bis 2015 und Charakteristika
Der Stückgutfrachter wurde 2009 als Bona Faith auf der Schiffswerft von Yichang fertiggestellt. Das Schiff ist 122 m lang, 19 m breit, hat zwei bordeigene Ladekräne und ist für den Containertransport ausgestattet. Im Jahr 2009 wurde das Schiff von chinesischen Eignern an die indische Jitf Waterways Ltd. verkauft und in Jindal Kamakshi umbenannt.

## Zwischenfall 2015
Am Abend des 21. Juni 2015 geriet das Schiff 40 Seemeilen vor Mumbai auf einer Fahrt von Mundra nach Kochi in Seenot, nachdem sich in rauer See die Containerladung verschoben hatte. Da das Schiff sich bis zu 20° zu neigen begann, alarmierte der Kapitän kurz vor Mitternacht die Küstenwache und Marine und warf den Anker aus. Nach einer knappen Stunde erreichte ein Sea-King-Helikopter der indischen Marine die Ankerposition und überwachte mit dem später eintreffenden Zerstörer INS Mumbai das Frachtschiff.
Am Morgen des 22. Juni wurde die 20-Mann starke indische Besatzung nach Tagesanbruch von zwei Sea-King-Helikoptern der Marine und zwei Chetak-Helikoptern der indischen Küstenwache von Bord geholt.
Entgegen erster Einschätzungen sank das Schiff nicht und konnte einen Tag später in die Nähe von Mumbai geschleppt werden.

## Verbleib nach 2015
Im Dezember 2017 soll das Schiff zum Abwracken nach Chittagong ausgelaufen und dafür zu den Cookinseln umgeflaggt worden sein. Noch im Januar 2018 soll das Schiff auf den Abbruch gewartet haben. Im selben Jahr wurde es dann an einen chinesischen Eigner verkauft und in Yong Shun umbenannt.